# 아담 우나스
아담 모하메드 우나스(아랍어: آدم أوناس, 1996년 11월 11일 ~ )는 알제리의 축구 선수로, 현재 카타르 스타스 리그의 알 사드와 알제리 축구 국가대표팀에서 윙어, 공격형 미드필더로 뛰고 있다.
틀:알사드 SC 선수 명단